# Saint-Michel-de-Montjoie
Saint-Michel-de-Montjoie é uma comuna francesa na região administrativa da Normandia, no departamento Mancha. Estende-se por uma área de 14,44 km². Em 2010 a comuna tinha 322 habitantes (densidade: 22,3 hab./km²).